# Mycosphaerella ligustri
Mycosphaerella ligustri är en svampart som först beskrevs av Roberge ex Desm., och fick sitt nu gällande namn av Gustav Lindau 1897. Mycosphaerella ligustri ingår i släktet Mycosphaerella och familjen Mycosphaerellaceae.   Inga underarter finns listade i Catalogue of Life.